# Шарія Петро Опанасович
Шарія Петро Опанасович (1902, село Тагелоні, Сухумський округ, тепер Абхазія, Грузія — 1983, тепер Грузія) — радянський партійний і державний діяч, співробітник ЧК-НКВД, комісар державної безпеки 3-го рангу, депутат Верховної Ради СРСР 1—2-го скликань, професор, доктор філософських наук, академік Академії наук Грузинської РСР.

## Життєпис
Народився в бідній селянській родині. З 1910 по 1918 рік працював у сільському господарстві. З 1911 по 1915 рік навчався в початковій школі села Тагелоні. У 1919–1920 роках навчався в Сухумській учительській семінарії, але не закінчив її. Член РКП(б) із січня 1920 року. У 1920 році вступив до комсомолу.
З вересня 1920 по лютий 1921 року — вчитель сільської школи села Мухурі в Сухумському окрузі. З березня по липень 1921 року — 2-й секретар, член президії Гальського повітового комітету комсомолу Грузії. З липня 1921 по квітень 1922 року завідував сільською школою села Тагелоні.
З квітня по вересень 1922 року — начальник політичного бюро Гальської повітової надзвичайної комісії (ЧК).
З вересня 1922 по вересень 1923 року навчався у Тифліському університеті.
З вересня 1923 по червень 1924 року — старший уповноважений Закавказької транспортної ЧК.
З червня 1924 по грудень 1925 року навчався в Академії комуністичного виховання імені Н. К. Крупської в Москві. У 1926—1929 роках був аспірантом Інституту філософії Комуністичної академії.
З грудня 1925 року викладав марксизм-ленінізм у вищих навчальних закладах Москви:
- викладач вечірнього робітничого факультету Рогозько-Симоновського району Москви (грудень 1925 — вересень 1927);
- доцент Комуністичного університету трудящих Сходу імені І. В. Сталіна (вересень 1927 — травень 1928); одночасно — парторг ВКП(б) Інституту філософії Комуністичної академії (1927–1928);
- доцент Інституту народного господарства імені Г. В. Плеханова (вересень 1928 — червень 1929);
- завідувач кафедри діалектичного матеріалізму Московського хіміко-технологічного інституту імені Д. І. Менделєєва (лютий — грудень 1929); одночасно вчений секретар Комуністичної академії історії і філософії (червень — грудень 1929), доцент Комуністичного університету імені Я. М. Свердлова та 1-го Московського університету (вересень — грудень 1929).

## В Грузії
У січні 1930 року повернувся до Грузинської РСР:
- заступник голови Товариства войовничих матеріалістів діалектики в Тифлісі (січень 1930 — травень 1931);
- професор, завідувач кафедри історії та філософії Тифліського педагогічного інституту (вересень 1930 — березень 1934);
- завідувач кафедри історії філософії та діалектичного матеріалізму Тифліського державного університету (вересень 1930 — вересень 1931);
- одночасно завідувач сектору науки Народного комісаріату освіти Грузинської РСР (вересень 1930 — серпень 1931);
- заступник директора Тифліської філії Інституту Маркса-Енгельса-Леніна при ЦК ВКП(б) (березень 1931 — березень 1934).

З березня 1934 перейшов на партійну роботу:
- завідувач культурно-пропагандистського відділу Тифліського міського комітету КП(б) Грузії (березень 1934 — березень 1935);
- завідувач відділу партійної пропаганди, агітації та друку Тифліського / Тбіліського міського комітету КП(б) Грузії (березень 1935 — травень 1937);
- завідувач відділу шкіл і науки ЦК КП(б) Грузії (31 травня — 11 листопада 1937);
- завідувач відділу партійної пропаганди, агітації та друку ЦК КП(б) Грузії (11 листопада 1937 — вересень 1938; з липня 1938 року — відділ партійної пропаганди й агітації);
- одночасно відповідальний редактор журналу «Більшовик» (Тбілісі) (листопад 1937 — вересень 1938), директор Тбіліської філії Інституту Маркса-Енгельса-Леніна при ЦК ВКП(б) (27 грудня 1937 — 1938).

Був людиною, близькою до Л. П. Берії, його референтом і консультантом з політичних питань, радником з питань зовнішньої політики. У вересні 1938 року перейшов на роботу до центрального апарату НКВС СРСР.

## В центральному апараті
- працював в Центральному архіві НКВС СРСР (вересень — листопад 1938);
- начальник Секретаріату НКВС СРСР (8 листопада 1938 — 2 серпня 1939); одночасно (з 30 квітня по 2 серпня 1939) — начальник 13-го відділення та заступник начальника V («іноземного») відділу НКВС СРСР;
- начальник Особливого бюро при НКВС СРСР (2 серпня 1939 — 14 березня 1941);
- заступник начальника 1-го управління («розвідка») НКВС СРСР (11 серпня 1941 — 16 серпня 1943; з 14 травня 1943 — НКДБ СРСР).

З серпня 1943 по 9 червня 1948 року — секретар ЦК КП(б) Грузії з пропаганди та агітації, член Бюро ЦК КП(б) Грузії. Одночасно відповідальний редактор журналу «Більшовик» (Тбілісі) та директор Грузинської філії Інституту Маркса-Енгельса-Леніна при ЦК ВКП(б).
У повоєнний час виїжджав до Парижа для переговорів з грузинськими меншовиками як довірена особа Берії і Сталіна, готував пропозиції щодо повернення грузинських емігрантів.
З травня 1948 по лютий 1952 року — професор філософського факультету Тбіліського державного університету імені Й. В. Сталіна.
15 лютого 1952 заарештований як один з головних фігурантів справи, спрямованої проти Берії («мінгрельської націоналістичної групи»). Після смерті Й. В. Сталіна Берія негайно припинив справу, і у березні 1953 року Шарія був звільнений, 10 квітня 1953 року реабілітований і призначений помічником першого заступника голови Ради міністрів СРСР (Л. П. Берії).
27 червня 1953 року заарештований; 28 вересня 1954 року Військовою колегією Верховного суду СРСР за статтями 17 і 58-1 «а» КК РРФСР засуджений до 10 років тюремного ув'язнення і 5 років поразки у виборчих правах. Відбував покарання у Володимирській тюрмі. Був звільнений в 1963 році, жив у Тбілісі, працював в Академії наук Грузинської РСР.

## Основні праці
- Шарія П. Під прапором Леніна.Тифліс: Держвидав, 1934.
- Шарія П. Короткий нарис філософії Спінози: Стенограма доповіді. Тифліс: Закгіз, 1933.
- Шарія П. Гегелівська філософія в оцінці класиків марксизму-ленінізму. Тбілісі: тип. ім. М'ясникова, 1944.
- Шарія П. Шляхи розвитку грузинської радянської літератури: Стенограма доповіді. Тбілісі, 1946.
- Шарія П. Найбільший програмний документ комунізму [До 100-річчя « Маніфесту комуністичної партії »]. Тбілісі: Зоря Сходу, 1948.
- Шарія П. Про деякі питання комуністичної моралі. Москва, 1951.

## Звання
- старший майор державної безпеки (28.12.1938)
- комісар державної безпеки 3-го рангу (14.02.1943)

## Нагороди
- орден Леніна (7.01.1944)
- орден Червоного Прапора (26.04.1940)
- орден Вітчизняної війни І ст. (24.02.1946)
- орден Червоної Зірки (20.09.1943)
- медаль «За оборону Кавказу»
- медаль «За доблесну працю у Великій Вітчизняній війні 1941—1945 рр.»
- знак «Заслужений працівник НКВС» (4.02.1942)